# Николаев (аэропорт)
Николаевский международный аэропорт (укр. Миколаївський міжнародний аеропорт) — международный аэропорт, расположенный в Николаеве.

## История
Аэродром был построен в 1944 году. В течение длительного времени использовался как военный, для Вооруженных Сил СССР. Позже, возникла потребность в наличии гражданского аэропорта. Так, 1960 года Николаевский аэродром, был превращен в аэропорт гражданской авиации. Предприятие получило название «Николаевский объединенный авиаотряд». В его функции принадлежали, кроме грузопассажирских перевозок, сельскохозяйственные и другие работы: опрыскивание ядохимикатами садов и полей, осмотр специалистами аммиакопровода и линий электропередач, патрулирование рек вместе с рыбинспекции, спасательно-поисковые работы и прочее. Тогда аэродром имел грунтовую взлетно-посадочную полосу, но так, что рейсы в то время выполнялись самолетами, способными приземляться на грунт (АН-24, или ранее американский Ли-2), старый аэропорт «Николаев» посещали самолеты среднего класса.
Со временем пассажиропоток вырос, а вместе с тем увеличивалось нагрузки и на аэродром. Проект авиационного предприятия был разработан Московским государственным проектно-изыскательским и научно-исследовательским институтом гражданской авиации «Аэропроект». Согласно проекту, новое предприятие получило название «Планово-убыточное предприятие« Николаевский объединенный авиаотряд »(МоАЗ), поскольку плановые убытки составили 965 000 советских рублей в год. Это возможно было связано с крайне низкой стоимостью авиабилетов (экономически необоснованным), ведь средняя зарплата отвечала тогда примерно 100 рублям, а авиабилет из Николаева в Москву (1300 км), стоил 27 руб, к тому же, с каждого рубля от проданного аэропортом пассажирского билета на счет МоАЗ шло всего 10 копеек. Большинство денег по продаже авиабилетов перечислялась аэропортам приписки самолетов - владельцам воздушных судов, осуществляющих полеты.
1975 была построена новая взлетно-посадочная полоса (ВПП), затем - хозяйственные постройки и оборудования для выполнения полетов: радиолокаторы, система посадки, светосигнальная система, авиадиспетчерские пункты, ангары для малой авиации, аэровокзал и тому подобное. В 1980 г. МоАЗ (НОАО) переехал уже на новое место, расположенное в нескольких километрах от старой зоны, но авиация применения в народном хозяйстве, в то время - ПАНХ (применение авиации в народном хозяйстве, применение авиации в народном хозяйстве): вертолеты Ка -26 (сленговое - вертушка), самолеты Ан-2 (среди авиаторов - летучая мышь) и склады материально-технического обеспечения еще оставались на «старой зоне».
1983 был построен новый пассажирский терминал. В том же году было проведено сертификацию аэропорта согласно третьей категории ICAO как аэропорта внутренних авиалиний СССР с правом принимать воздушные суда Ту-134 и подобных классов. Для возможности принимать и обслуживать ВС типа Ту-154, Ил-76, Ан-22, Ил-62 в 1989 году в Николаевском аэропорту была проведена реконструкция взлетно-посадочной полосы (утолщение бетонных плит с помощью сверхсовременного в то время покрытия - асфальто-полимер -бетон), также было сделано расширение ВПП и увеличение ее длины, что значительно улучшило возможности аэропорта.
В 1992 г. Аэропорт прошел международную сертификацию, что позволило принимать и обслуживать самолеты из-за рубежа. Кроме того, аэропорт оказывал услуги, связанные с базированием воздушных судов и коммерческого обслуживания пассажиров, услуги по вопросам транспорта, средств связи, аренды помещений, хранения авиационного и коммерческого горючего, грузов и тому подобное.
В августе 2017 восстановлена взлетно-посадочная полоса, полностью поменяли верхний слой: асфальтно-бетонное покрытие. «В дальнейшем на очереди восстановление светосигнального оборудования, проведение испытаний радиорелейного оборудования и сертификация аэропорта - это наша задача», - прокомментировал заместитель директора аэропорта.

## Современность
В 90-х годах николаевский аэропорт стал одним из крупнейших и технически оснащенных авиапредприятий на юге Украины: класс «В» аэропорта; современная взлетно-посадочная полоса и стоянка, готовы к приему самолетов с посадочной массой до 220 тонн (220 «длинных» тонн, 240 «коротких» тонн) и разместить восемь самолетов Ил-76; оборудован освещением, радио и навигационным оборудованием аэродром.
Аэровокзальный комплекс к 2013 году имел пропускную способность до 400 пассажиров в час на внутренних рейсах авиакомпании и до 100 пассажиров в час - на международных рейсах. С конца 2014 года пропускная способность сократилась до 300.
В апреле 2007 года Николаевский областной совет принял решение акционировать аэропорт для дальнейшей приватизации. 28 марта 2008 была создана комиссия по приватизации "Николаевского международного аэропорта".
В январе 2009 года Николаевская областная государственная администрация реорганизовал  «Николаевский международный аэропорт» Николаев в открытое акционерное общество.
В октябре 2010 года Николаевский областной совет отменил собственное решение о приватизации "Николаевского международного аэропорта"  и о реорганизации аэропорта в Публичное акционерное общество. Как сообщил тогда на сессии областного совета заместитель председателя Николаевской областной государственной администрации: «До сих пор ни одного серьезного покупателя или желающего прибыть с инвестициями в наш аэропорт у нас не возникло. Дальнейшее пребывание аэропорта в состоянии приватизации сдерживает его развитие как коммунального предприятия ».
В июле 2011 года, тогдашний председатель Николаевского ОГА заявил, что готов поддержать идею приватизации в случае предоставления долгосрочного плана развития аэропорта.
В декабре 2011 года, британская Skytrain Airlines Ltd обсуждала возможность начала прямых авиарейсов из международного аэропорта Николаев в Венецию (Тревизо) и Мюнхен.
В сентябре 2014 года аэропорт прошел сертификацию, что позволяло принимать как гражданские, так и грузовые воздушные суда (исключение - самолеты с низким расположением авиадвигателей).
15 сентября 2015 в Николаеве было создано коммунальное предприятие городского совета «Николаевский международный аэропорт». За это решение в ходе сессии городского совета проголосовали 53 депутата (потенциальный инвестор - группа компаний RDS Group).
4 марта 2016, руководители области согласовали создание новой рабочей группы для решения вопроса о Николаевском международный аэропортом.
- Проведен ряд переговоров. На сегодня компания «Боинг» хочет открывать свое представительство на Украине. Для этого Украине нужно иметь два аэропорта, которые смогут принимать тяжелые самолеты. Основной аэропорт - Борисполь, но нужен резервный, ранее его функцию выполнял Донецкий аэропорт. Поэтому сегодня резервным национальным аэропортом для тяжелой авиации, по нормам международной безопасности, может стать Международный аэропорт Николаев. Это может дать нам особый статус и быть указанным отдельной строкой в областном бюджете, - подчеркнул первый заместитель председателя ОГА.
На территории аэропорта базируется и состоянием на 2017 год продлевает работать ОАО «Авиакомпания специального назначения« Николаев-Аэро ».
По состоянию на середину 2017 собственно международный аэропорт не работает. Инициативная группа с участием народных депутатов Украины от Николаева, в апреле принял решение о возрождении аэропорта - сейчас идет его восстановление, в частности, обновление асфальто-полимер-бетонного покрытия взлетной полосы и ремонт аэровокзала, запланирован ремонт светосигнальной системы (замена аэродромных огней) - при посредничестве председателя николаевской ОГА и при участии мэра Николаева. По некоторым данным, Украэрорух предоставил данные, что за последний год услугами воздушного транспорта из других аэропортов Украины, николаевцы воспользовались около 100 000 раз, что свидетельствует о его потенциальной рентабельности.
В начале декабря 2017, было завершены работы по нанесению новой маркировки перрона (общее количество мест стоянок - 9) .Также, было проведено инструментальное измерение PCN (Классификационное число искусственного покрытия, англ.- Pavement classification number), что составляет - 32. А это означает, что базироваться на перроне смогут такие самолеты, как: Boeing 737 (все модификации), Boeing 747 (до 400 серии), Boeing 767 (200 серии), Аirbus А319 / 320/321 и другие подобные или меньшие воздушные суда.
Запуск аэропорта было предварительно запланировано на март 2018, однако его отложили до мая с целью полноценного завершения всех работ.
В течение 23-26 января "Украэрорух" с помощью специального самолета Super King Air 350 осуществил облет радионавигационных устройств аэропорта.
23 мая 2018 аэродром получил сертификат, дающий право обслуживать грузовые борта категории 4С.
26 декабря 2018 был выполнен первый после реконструкции международный рейс в Шарм-эш-Шейх авиакомпанией SkyUP Airlines.
В январе 2019, туроператор JoinUP открыл продажу туров в Анталию, которые будут выполняться 2 раза в неделю авиакомпанией SkyUP Airlines.
В марте 2019 председатель Николаевской ОГА обратился в авиакомпанию Мотор Сич по вопросу создания направления на Киев.
Вечером 27 февраля 2022 года российские войска нанесли ракетные удары по Николаевскому международному аэропорту. Информацию корреспондентам «Общественного» подтвердил глава Николаевской облгосадминистрации Виталий Ким.

## Руководство
Во времена Николаевского объединенного авиаотряда предприятием руководил Командир МоАЗ (Николаевского объединенного авиаотряда), позже начальником аэродрома стал директор аэропорта, а с приобретением статуса международного, должность руководителя стала называться «генеральный директор» "Николаевского международного аэропорта".
29 декабря 2017-го директора аэропорта Михаил Галайко был арестован при попытке дать взятку председателю Николаевской ОГА Алексею Савченко в размере 700 тыс. грн. За это тот должен был продлить трудовой договор с Галайко. По словам Савченко, это была часть взятки, а общая сумма должна составлять 2500000 грн. По данным следствия, эти деньги директор получил за то, что подписал акты работ строительства взлетной полосы стоимостью 68500000 грн.
С 30 декабря 2017 Владислав Волошин назначен исполняющим обязанности генерального директора "Николаевского международного аэропорта". 18 марта в Николаеве в собственной квартире он застрелился. По словам источника, в аэропорту было много и других проблем, которые привели к самоубийству директора.
18 апреля 2018 новым руководителем "Николаевского международного аэропорта" был назначен депутат Николаевского облсовета Федор Барна.